# 孔贞宁
孔贞宁（1522年9月11日—1606年4月23日），字用致，号一亭，明朝山东承宣布政使司兖州府曲阜县（今山东省曲阜市）人，孔子六十三代孙，衍聖公孔聞韶的次子，衍聖公孔贞干之弟。

## 生平
嘉靖元年（1522年）八月二十二日丑时生，嘉靖二十五年（1546年）承袭叔父孔闻礼的翰林院五经博士。万历三十四年（1606年）三月十七日寅时去世，年八十五岁。葬祖墓西北。因其孙孔胤植袭封衍圣公，追赠太子太保、衍圣公。正配李氏、继配张氏，并赠衍圣公夫人。

## 子孙
- 庶长子：孔尚坦（1573年—1598年），字安之，生母王氏
  - 孙：孔胤植（1592年—1648年），天启二年五月二十四日（1622年7月2日）袭封衍圣公
- 次子：孔尚达，翰林院五经博士
  - 孙：孔胤相，翰林院五经博士
  - 孙：孔胤鉒
  - 孙：孔胤镛
  - 孙：孔胤锡，翰林院五经博士
- 三子：孔尚远
  - 孙：孔胤隆，翰林院五经博士
  - 孙：孔胤标
  - 孙：孔胤栋
- 四子：孔尚进
  - 孙：孔胤鑰
- 五子：孔尚壡
  - 孙：孔胤枢
- 六子：孔尚陛
  - 孙：孔胤铭
  - 孙：孔胤钰，翰林院五经博士
  - 孙：孔胤鑑
  - 孙：孔胤鐘
  - 孙：孔胤铉
  - 孙：孔胤铨